# Rizal (Nueva Ecija)
Rizal (Bayan ng Rizal) är en kommun i Filippinerna. Kommunen ligger på ön Luzon, och tillhör provinsen Nueva Ecija. Folkmängden uppgår till 48 166 invånare.

## Bildgalleri

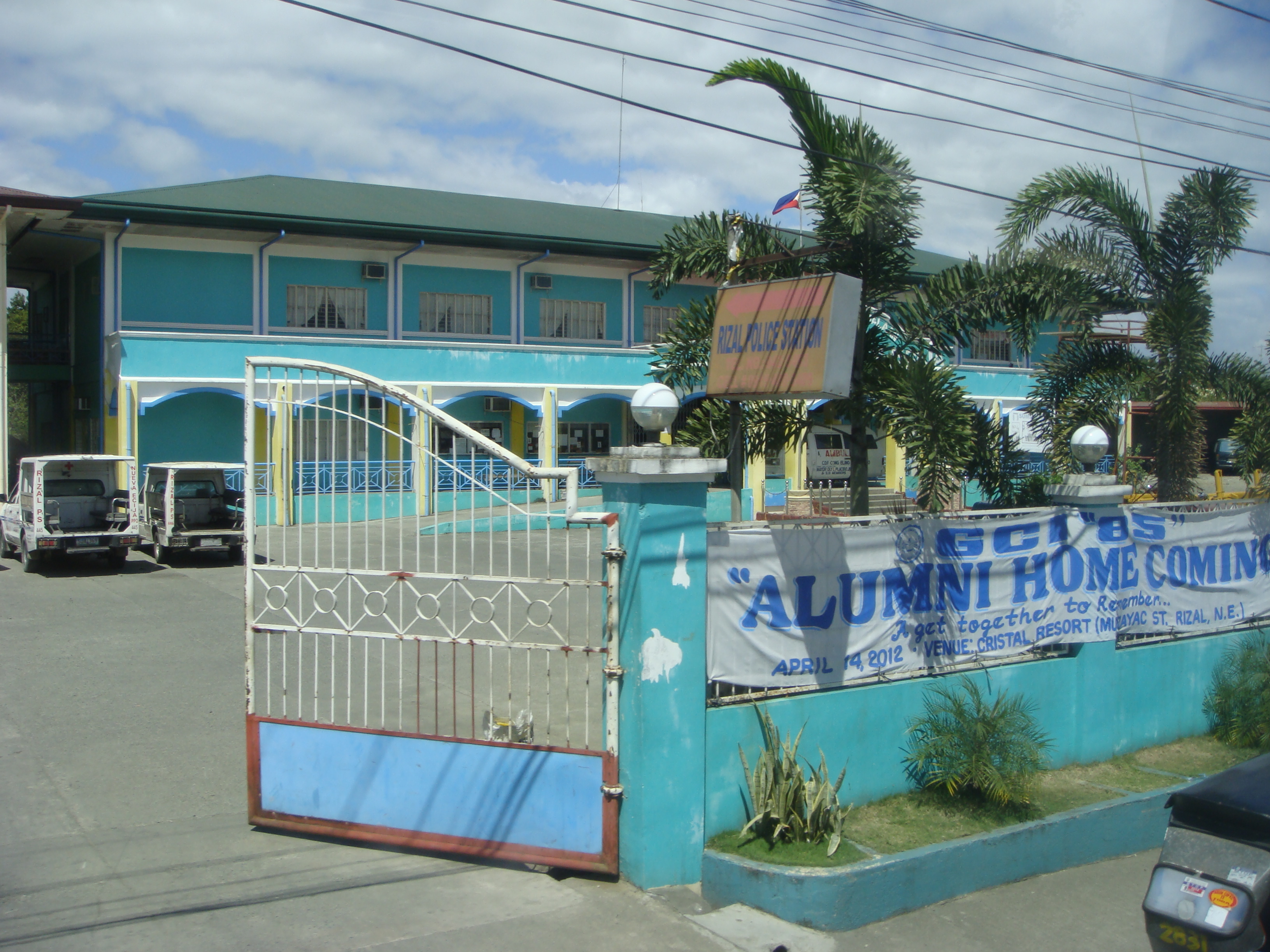
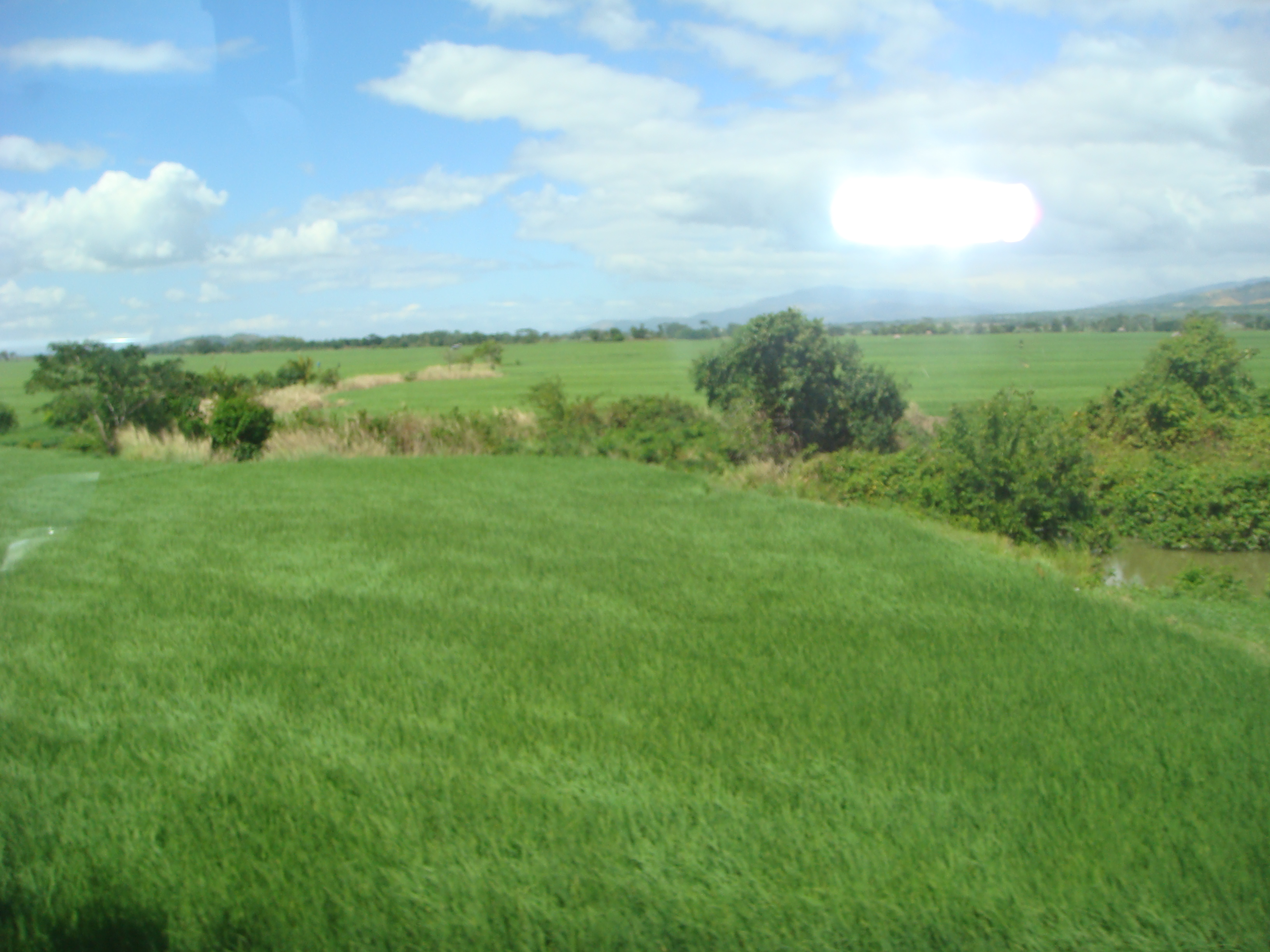

## Barangayer
Rizal är indelat i 26 barangayer.
| - Agbannawag - Bicos - Cabucbucan - Calaocan District - Canaan East - Canaan West - Casilagan - Aglipay (Curva) - Del Pilar - Estrella - General Luna - Macapsing - Maligaya | - Paco Roman - Pag-asa - Poblacion Central - Poblacion East - Poblacion Norte - Poblacion Sur - Poblacion West - Sto Cristo - San Esteban - Santa Monica - Villa Labrador - Villa Paraiso - San Gregorio |